# پیرن
شهر پیرن  در بخش پیرن در ایالت وو در کشور سوئیس واقع شده‌است که ۷٬۴۰۰ نفر  جمعیت دارد.

## نگارخانه

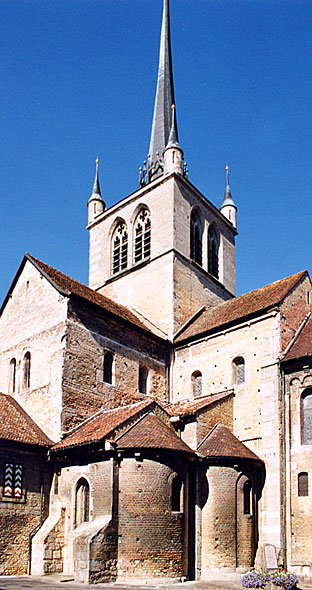
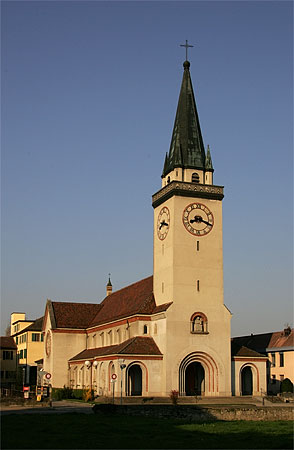
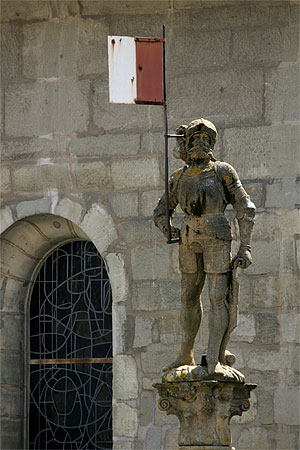